# NGC 1035
NGC 1035 est une petite galaxie spirale située dans la constellation de la Baleine. NGC 1035 a été découverte par l'astronome germano-britannique William Herschel en 1785.

## Caractéristiques
Sa vitesse par rapport au fond diffus cosmologique est de 1 069 ± 16 km/s, ce qui correspond à une distance de Hubble de 15,8 ± 1,1 Mpc (∼51,5 millions d'al).
À ce jour, deux douzaines de mesures non basées sur le décalage vers le rouge (redshift) donnent une distance de 17,371 ± 2,701 Mpc (∼56,7 millions d'al), ce qui est à l'intérieur des valeurs de la distance de Hubble.

## Supernova
La supernova SN 1990E a été découverte dans NGC 1035 le 15 février 1990 le cosmologiste américain Saul Perlmutter l'astrophysicien Carlton R. Pennypacker de l'université de Californie à Berkeley. Cette supernova était de type II.

## Groupe de NGC 1084

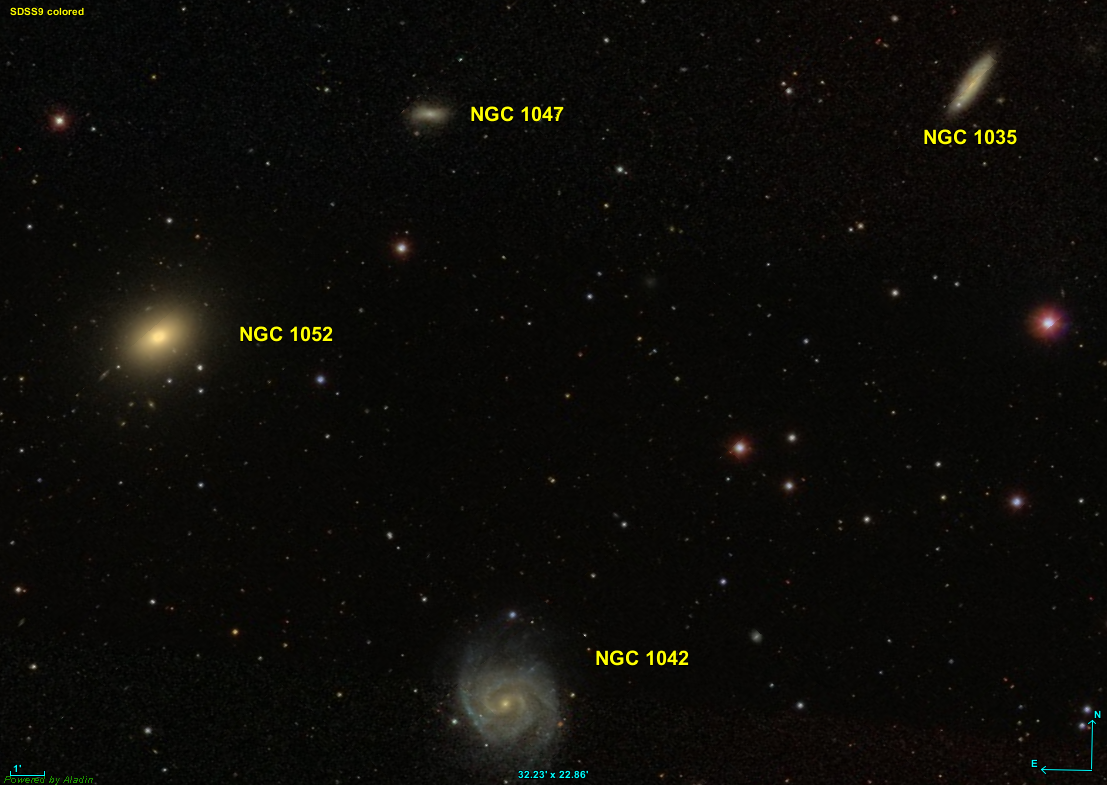
Le triplet de galaxies NGC 1035, NGC 1042 et NGC 1052. (SDSS)

NGC 1035 appartient au groupe de NGC 1084 qui compte au moins 14 galaxies dont les galaxies du catalogue NGC suivantes : NGC 988, NGC 991, NGC 1022, NGC 1035, NGC 1042, NGC 1047, NGC 1051 (=NGC 961), NGC 1052, NGC 1084, NGC 1110, et NGC 1140. Toutes ces galaxies, sauf NGC 1047 et NGC 1140, sont aussi mentionnées dans une liste publiée sur le site « Un Atlas de L'Univers » de Richard Powell. Powell emploie toutefois le nom de groupe de NGC 1052. La base de données NASA/IPAC mentionne que NGC 1035, NGC 1042 et NGC 1052 font partie d'un triplet.